# Saint-Martin-Bellevue
Saint-Martin-Bellevue là một xã trong tỉnh Haute-Savoie thuộc vùng Auvergne-Rhône-Alpes đông nam Pháp.